# Hot Legs
Hot Legs è un singolo del 1977 del cantante rock britannico Rod Stewart, estratto dall'album Foot Loose & Fancy Free.
Il singolo ebbe un moderato successo negli Stati Uniti, classificandosi al 28º posto nella Hot 100 di Billboard, nonché, dall'altra parte dell'Atlantico, al 5º posto nella UK Singles Chart. Nel 1993, Stewart ha registrato una versione live del brano nell'ambito di una puntata di MTV Unplugged, apparsa poi nell'album Unplugged ...and Seated.
Il brano è sostanzialmente incentrato sull'incontro tra il cantante ed un'avvenente ragazza (con "belle gambe", appunto), la quale bussa alla sua porta nel bel mezzo della notte, in cerca di divertimento.
Gli artisti che hanno registrato cover della canzone includono Tom Jones, Tina Turner, i Bon Jovi, ed il gruppo rock americano Orgy.